# Метрополітен Порту
Метрополітен Порту (порт. Metro do Porto) — швидкісний трамвай у місті Порту, Португалія. Незважаючи на присутність слова Metro у своїй назві, метрополітеном ця транспортна система не є. Фактично вона є швидкісним трамваєм.
Швидкісний трамвай Порту складається з 6 ліній та 82 станцій, з яких 15 підземних. Він з'єднує шість міст агломерації Великий Порту, а саме: саме Порту, Віла-ду-Конде, Віла-Нова-де-Гайя, Майа, Матозіньюш та Повуа-де-Варзін. Оператором швидкісного трамваю є компанія Transdev.

## Історія
Починаючи з 2000 року фірма-генпідрядник Normetro проклала підземні двоколійні тунелі загальною довжиною 7 км. При бурінні тунелів в змішаних сипучих і твердих породах, які містили від 50% до 90% граніту, фірма-виконавець Arge Transmetro використала Тунелепрохідницьку машину EPB (скор. від engl. Earth Pressure Balance Shield) німецької машинобудівної фірми Herrenknecht з діаметром головного щита 8,71 метра.

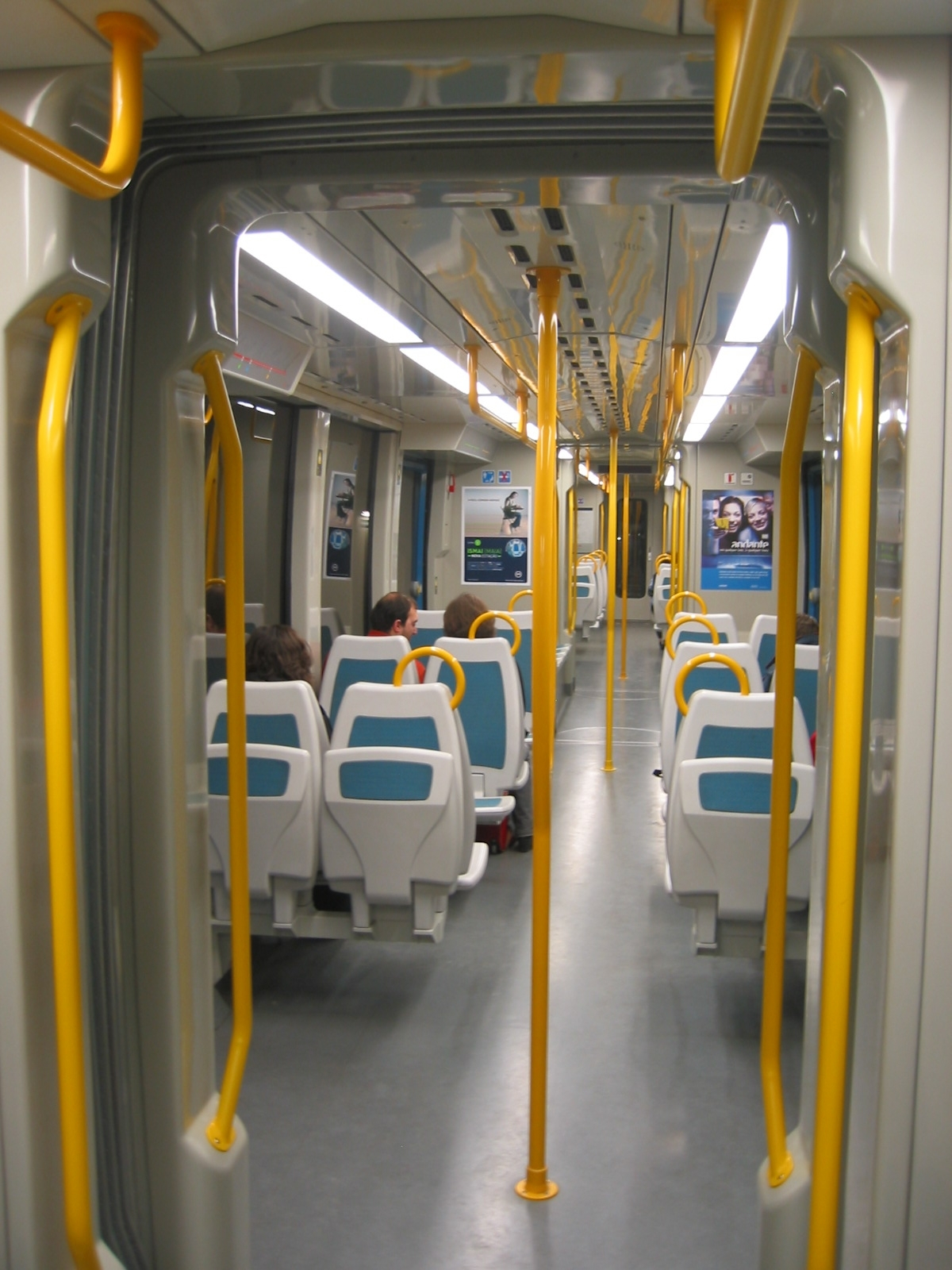
Усередині одного з поїздів

Лінія A (синя лінія), що з'єднує місто Матозіньюш та станцію Тріндаді в центрі Порту, відкрилася 7 грудня 2002 року. Через два роки її було розширено до стадіону Драган у рамках підготовки до Євро-2004.
Після цього відкрилися лінії B (червона лінія) — 14 квітня 2005 року, C (зелена лінія) — 30 червня 2005 року, D (жовта лінія) — 2005–2006 роки, E (фіолетова лінія) — 27 травня 2006 року.
Лінії A, B, C та E всередині міста Порту прямують паралельно одна одній, поступово відгалужуючись від прямої (крім B, що залишається лежати вздовж неї). Лінія D, будівництво якої було найважчим, перетинає інші чотири лінії на станції Тріндаді.
Станом на 2007 рік загальна вартість метрополітену склала 3500 млн. € , або понад 1 % від ВВП країни. Витрати за проектом виявились вище очікувань, лише у 2006 році збитки міського уряду досягли 122 млн. €
2 січня 2011 року було введено в експлуатацію лінію F.

## Перспективні проекти
Незважаючи на великі витрати, у швидкісному трамваї Порту планується введення в експлуатацію лінії G, а також розширення ліній A, B, C та D.